# Alice Pickering

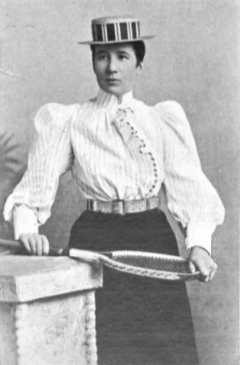
Pickering (vor 1903)

Alice Pickering (* 1860 als Alice Simpson; † 18. Februar 1939) war eine englische Tennisspielerin.
Pickering nahm von 1895 bis 1901 an den Wimbledon Championships teil. 1896 gewann sie das All-Comers-Finale gegen Edith Austin, unterlag jedoch in der Challenge Round der Titelverteidigerin Charlotte Cooper mit 2:6 und 3:6. Im folgenden Jahr gelang ihr erneut der Einzug ins All-Comers-Finale, dort verlor sie jedoch gegen Blanche Bingley-Hillyard.
1896 gewann sie den Doppelwettbewerb bei den irischen Meisterschaften an der Seite von Ruth Durlacher.